# Русова-Ноуе
Русова-Ноуе (рум. Rusova Nouă) — село у повіті Караш-Северін в Румунії. Входить до складу комуни Берліште.
Село розташоване на відстані 366 км на захід від Бухареста, 46 км на південний захід від Решиці, 90 км на південь від Тімішоари.

## Населення
За даними перепису населення 2002 року у селі проживали 111 осіб, з них 110 осіб (99,1%) румунів. Усі жителі села рідною мовою назвали румунську.